# Percovich
Percovich (in croato Perković) è un insediamento della Croazia appartenente al comune di Sebenico.